# Donald Douglas (Segler)
Donald Wills Douglas junior (* 3. Juli 1917 in Washington, D.C.; † 3. Oktober 2004 in Riverside) war ein US-amerikanischer Segler und Flugzeugbauer.

## Werdegang
Donald Douglas, der für den Los Angeles Yacht Club segelte, gewann 1932 in Los Angeles bei den Olympischen Spielen in der 6-Meter-Klasse im Alter von nur 15 Jahren die Silbermedaille. Er war Crewmitglied des von Skipper Robert Carlson angeführten Bootes Gallant, das alle sechs Wettfahrten auf dem zweiten Platz beendete und damit hinter dem schwedischen Boot Bissbi und vor dem kanadischen Boot Caprice Zweiter wurde. Die Schweden schlossen alle Wettfahrten auf Rang eins ab, die Kanadier wurden jeweils Dritter. Mangels Erfolgsaussichten nahmen die Kanadier an den letzten beiden der insgesamt sechs Wettfahrten nicht mehr teil. Neben Douglas gehörten Temple Ashbrook, Frederic Conant und Charles Smith zur Crew der Gallant.
Douglas studierte Maschinenbau sowie Luft- und Raumfahrttechnik an der Stanford University und schloss sein Studium 1938 ab. Ein Jahr danach begann seine Karriere beim Flugzeughersteller Douglas Aircraft Company, der von seinem Vater Donald Wills Douglas gegründet und geleitet wurde. Als Ingenieur war er über die ersten Jahre in verschiedenen Abteilungen tätig, ehe er 1943 seinen ersten Posten im Management erhielt. 1951 wurde er Vice President, zwei Jahre darauf erfolgte die Berufung in das Board of Directors. Von 1957 bis 1967 bekleidete er schließlich das Amt des Präsidenten. 1967 fusionierte die Douglas Aircraft Company mit der McDonnell Aircraft Corporation zu McDonnell Douglas, sodass Douglas von da an bis zu seiner Pensionierung im Jahr 1974 als Senior Vice President im oberen Management angestellt war. Bis 1989 blieb er als Mitglied im Board of Directors des Unternehmens aktiv.
Er war zudem in zahlreichen Verbänden und Organisationen ehrenamtlich tätig. Für seine Verdienste um die Luftfahrt wurde er zum Mitglied der Ehrenlegion ernannt und erhielt den Verdienstorden der Italienischen Republik.